# Chester Hill, New South Wales

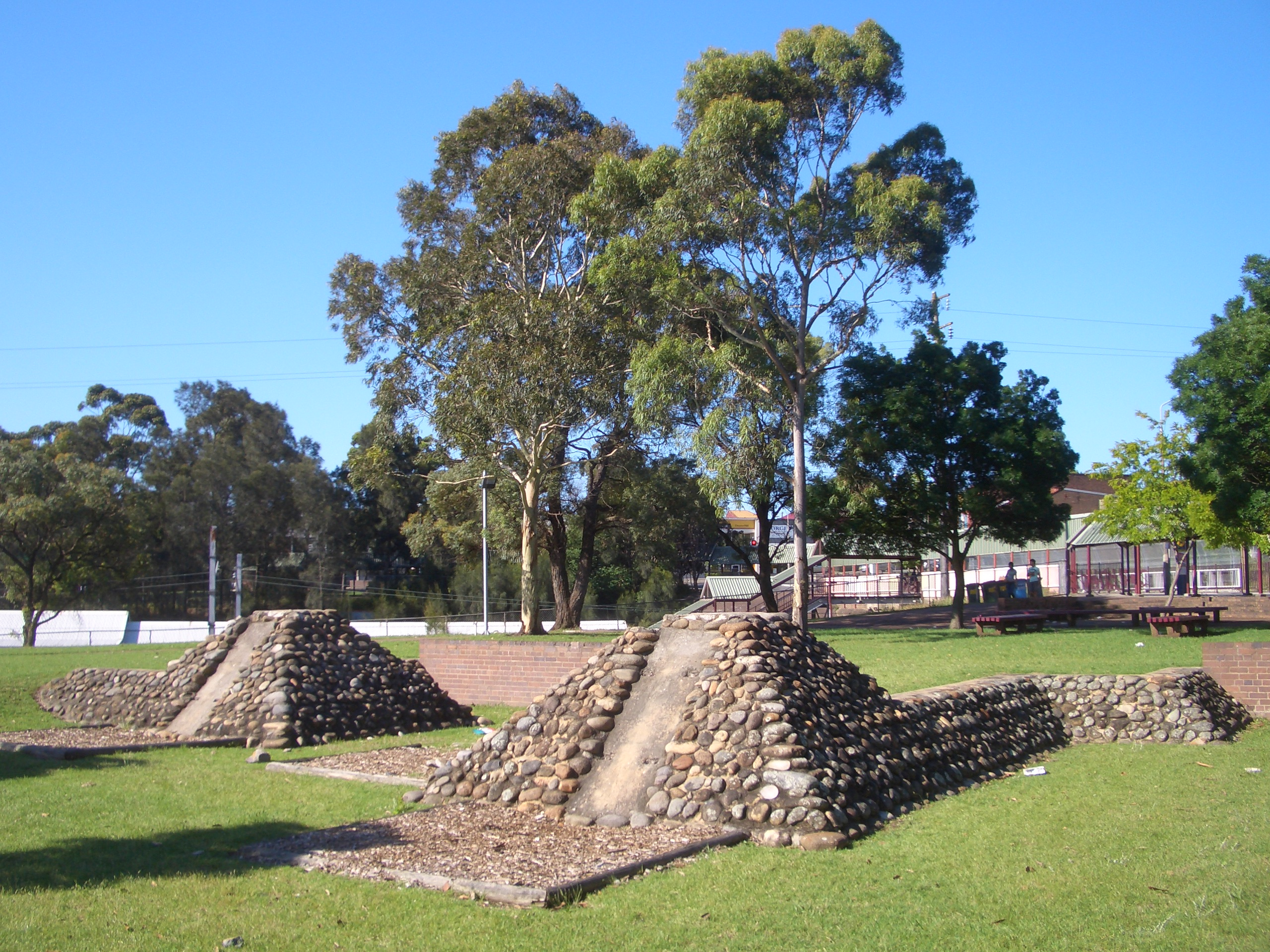
Chester Hill park

Chester Hill este o suburbie în Sydney, Australia.